# Orde van Carol I
De Orde of Carol I (Ordinul "Carol I") werd op 10 mei 1906 ingesteld door de Roemeense koning Carol I. De orde kende vier graden, Keten, Grootkruis, Grootofficier en Commandeur.
In 1932 veranderde Carol II van Roemenië het Roemeense decoratiestelsel ingrijpend. Er kwamen nieuwe orden en de oude Orde van de Ster, ooit de eerste orde in het land, daalde in de hiërarchie van de eerste naar de vierde plaats. De Orde van Carol I en de Orde van Ferdinand I kregen de voorrang. In datzelfde jaar werd de Orde van Trouwe Dienst ingesteld en vervielen de twee lagere graden in de Orde van Carol I.
In Roemenië werd de orde in 1947 afgeschaft. De Roemeense koning bleef ook in ballingschap "jure sanguinis" grootmeester.

## De versierselen
Het kleinood van de orde was een ingewikkeld vormgegeven kruis waarin een medaillon met het portret van Carol I centraal stond. Dit medaillon was centraal op de borst van een zilveren adelaar met kroon, gouden scepter en zwaard en een gouden kruis in de snavel gelegd. Een lichtblauw lint met het motto van de orde kronkelt in lussen tussen de poten van de roofvogel en achter scepter en zwaard. Deze adelaar rustte op een donkerrood lazaruskruis met smalle gouden randen. Tussen de armen van het kruis zijn gouden stralen aangebracht en als verhoging dient een rood gevoerde ijzeren kroon van Roemenië.
De ster van de grootkruisen is een gouden achtarmig kruis van Malta waarop de adelaar, zonder kruis, is gelegd.
De ster van de grootofficieren is een ruitvormige gouden plaque met daarop de adelaar.
De keten bestaat uit elkaar afwisselende gouden schakels met het blauw geëmailleerde Roemeense wapenschild en in elkaar verstrengelde monogrammen.
Het lint is lichtblauw, bijna wit, met gouden biesen waarop een rode streep is aangebracht.
Tot aan de statutenwijziging van 22 februari 1938 was het aantal benoemingen begrensd.
- Vijf, later tien, ketens
- Tien, later twintig grootkruisen
- Vijfentwintig, later een onbeperkt aantal, grootofficieren
- Veertig, later een onbeperkt aantal commandeurs

In de statutenwijziging van 5 januari 1944 werd vastgelegd dat de orde in de toekomst ook aan dames kon worden verleend.
De versierselen werden ook met briljanten uitgereikt. Zo kreeg de Turkse keizer Mehmet V in 1907 een met edelstenen versierde keten.